# Cerro Corá
Cerro Corá è un comune del Brasile nello Stato del Rio Grande do Norte, parte della mesoregione del Central Potiguar e della microregione della Serra de Santana.
È conosciuto per essere il luogo di morte del generale paraguaiano Francisco Solano López colpito alla testa dai brasiliani.